# Megaelosia lutzae
Megaelosia lutzae är en groddjursart som beskrevs av Eugenio Izecksohn och Gouvêa 1987. Megaelosia lutzae ingår i släktet Megaelosia och familjen Hylodidae. IUCN kategoriserar arten globalt som otillräckligt studerad. Inga underarter finns listade i Catalogue of Life.